# ケン・フォリー
ケン・フォリー（Ken foree, 本名: ケントティス・アービン・フォーリー、1948年2月29日 - ）は、アメリカ合衆国インディアナ州インディアナポリス出身の俳優。アフリカ系アメリカ人。映画『ゾンビ』（1978年）他、多数の映画、テレビ等に出演。主にホラー映画等でゾンビやモンスターと闘う役を演じ、頼れる男というイメージが強い。身長6フィート5インチ（196cm）。

## 人物
俳優活動の始まりとしては、1970年代からテレビ・舞台などで経験する。そして1976年、ビリー・ディー・ウィリアムス、ジェームズ・アール・ジョーンズら主演の『The bing long traveling all stars & Motor kings』（日本未公開）で映画初出演する。
そしてジョージ・A・ロメロ監督の大ヒット作品 『ゾンビ』（1979年）でSWAT隊員ピーター・ワシントン役を演じる。
2年後、ジョージ・A・ロメロ監督作品の『ナイトライダーズ』（エド・ハリス主演）に出演し、『ゾンビ』の相棒役スコット・H・ライニガーとも再び共演している。
しかしその後はカルトホラーやB級映画、テレビのバイプレイヤーとしての活動が多くなっていく。しかし物語の重要な役であったり、ホラー映画では準主役であったりもする。『ゾンビ』以外で目立った作品としては『悪魔のいけにえ3 レザーフェイス逆襲』（1990年）がある。
そして2004年に『ゾンビ』 のリメイク版 『ドーン・オブ・ザ・デッド』に神父役で特別出演した。
現在でも彼は『ゾンビ・キラー』等と呼ばれ、多くのファンから親しまれている。ファンには気さくに接し、大勢のサイン攻めにも嫌な顔ひとつしない。現在でもホラー映画のイベントに積極的に参加している。
2007年9月27日 - 10月1日には念願だった来日も果たし、大阪（道頓堀）、 東京（新宿・錦糸町・九段下・お台場）で日本のファンのためにサイン会も行っている。
2009年『ゾーン・オブ・ザ・デッド』にて主演、DVD化されている。

## 主な作品
| 公開年 | 邦題 原題 | 役名                       | 備考             |
| ------ | --- | -------------------------- | ---------------- |
| 1978   | ゾンビ Dawn of the Dead | ピーター                   |                  |
| 1979   | ワンダラーズ The Wanderers | スポーツマン               |                  |
| 1981   | 恐怖!襲われたスチュワーデス寮 Terror Among Us                                                                                         | 囚人                       | テレビ映画       |
| 1981   | ナイトライダーズ Knightriders | リトル・ジョン             |                  |
| 1984   | ナイトライダー シーズン３ 第７話 地獄に落ちたマイケル！ 裏切り！ 逃亡！ 死のバイオ兵器強奪 Knight Rider Season3 #7 KNIGHT IN DISGRACE | ダントン                   | テレビドラマ     |
| 1985   | コマンド5 Command 5 | 航空管制官                 | テレビ映画       |
| 1985   | アルジェント・ザ・ナイトメア/鮮血のイリュージョン Il mondo dell'orrore di Dario Argento                                               | -                          | ドキュメンタリー |
| 1986   | フロム・ビヨンド From Beyond | バッバ                     |                  |
| 1988   | テロ・コマンド/殺戮の街 Terror Squad                                                                                                  | ブラウン                   |                  |
| 1988   | バニシング・チェイス Viper | ハーレイ・トゥルーブラッド |                  |
| 1988   | ピラニア刑事 Glitz | モース                     | テレビ映画       |
| 1989   | 男は死んで血を流せ True Blood | チャーリー・ゲイツ         |                  |
| 1989   | プラデューム/悪夢の閃光魔宮 Death Spa                                                                                                 | マーヴィン                 |                  |
| 1990   | 悪魔のいけにえ3 レザーフェイス逆襲 Leatherface: Texas Chainsaw Massacre III                                                           | ベニー                     |                  |
| 1990   | ダウン・ザ・ドレイン Down the Drain                                                                                                   | バックリー                 |                  |
| 1990   | ファイロファックス/トラブル手帳で大逆転 Taking Care of Business                                                                       | J.B.                       |                  |
| 1991   | ハング・ファイヤー Hangfire | ビリー                     |                  |
| 1991   | ナイト・ウォリアー Night of the Warrior                                                                                               | オリバー                   |                  |
| 1991   | 殺しの外交特権 Diplomatic Immunity | デル・ロイ・ゲインズ       |                  |
| 1993   | バニシング・レッド Joshua Tree | エディ・ターナー           |                  |
| 1996   | デンティスト The Dentist | ギブス捜査官               |                  |
| 2004   | ドーン・オブ・ザ・デッド Dawn of the Dead                                                                                             | テレビ伝道師               |                  |
| 2005   | デビルズ・リジェクト マーダー・ライド・ショー2 The Devil's Rejects                                                                    | チャーリー・アルタモント   |                  |
| 2006   | ブラッド・エンジェル Devil's Den | レオナルド                 |                  |
| 2007   | ハロウィン Halloween | ビッグ・ジョー・グリズリー |                  |
| 2007   | ブラッド・オブ・ヴァンパイア Brotherhood of Blood                                                                                     | スタニス                   |                  |
| 2009   | ゾーン・オブ・ザ・デッド Zone of the Dead                                                                                             | モーティマー               |                  |
| 2011   | 恋人たちのパレード Water for Elephants                                                                                                | アール                     |                  |
| 2012   | ロード・オブ・セイラム The Lords of Salem                                                                                             | ハーマン・ジャクソン       |                  |